# Rhynchosia speciosa
Rhynchosia speciosa är en ärtväxtart som beskrevs av Bernard Verdcourt. Rhynchosia speciosa ingår i släktet Rhynchosia och familjen ärtväxter. Inga underarter finns listade i Catalogue of Life.